# Новенький
Но́венький (рос. Новенький) — хутір у складі Октябрського району Оренбурзької області, Росія.

## Населення
Населення — 122 особи (2010; 173 у 2002).
Національний склад (станом на 2002 рік):
- росіяни — 71 %